# Термометр сопротивления

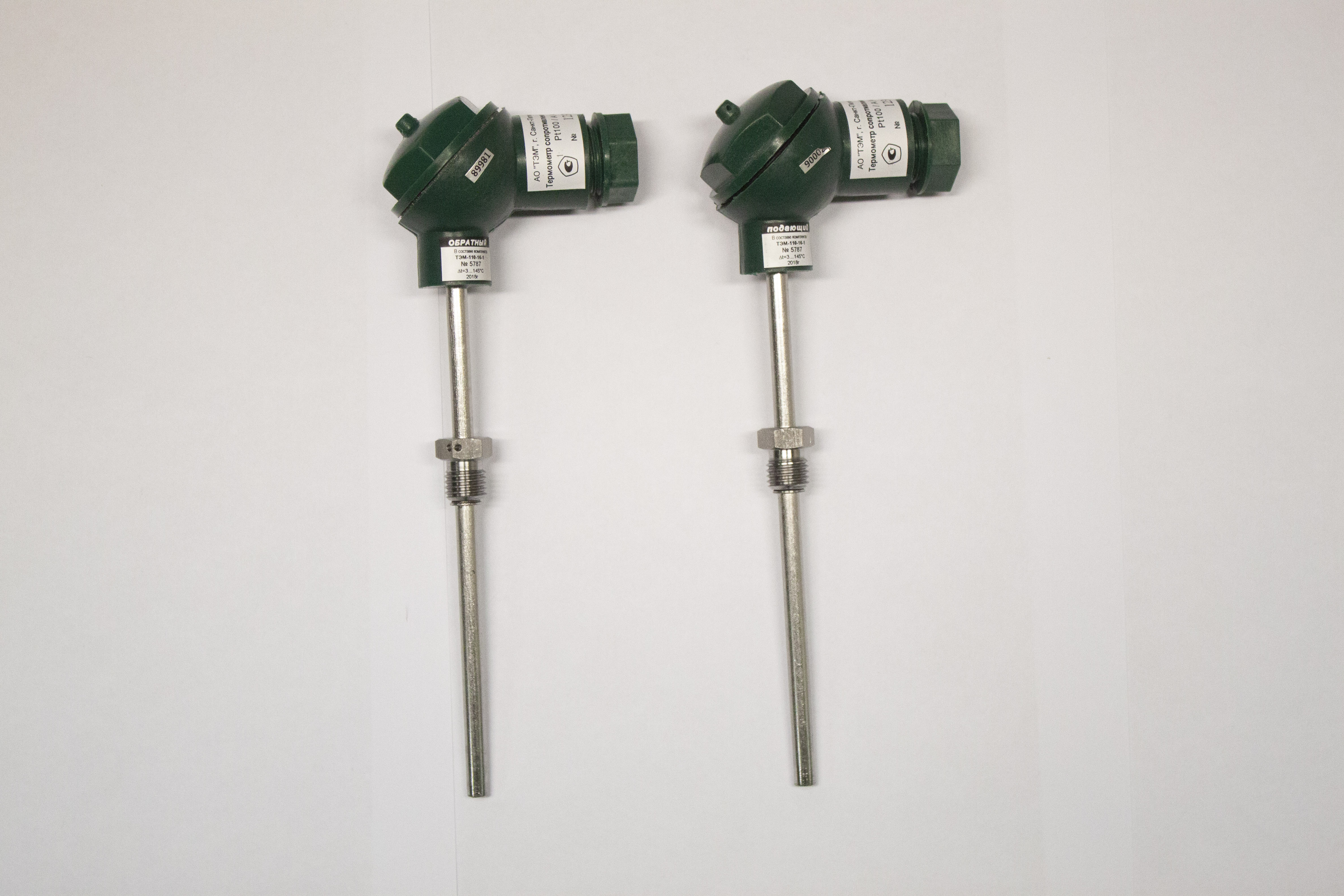
Комплект термометров сопротивления

Условное графическое обозначение термометра сопротивления

Термо́метр сопротивле́ния — электронный компонент, датчик, предназначенный для измерения температуры.
Принцип действия основан на зависимости электрического сопротивления металлов, сплавов и полупроводниковых материалов от температуры.
При применении в качестве резистивного элемента полупроводниковых материалов его обычно называют термосопротивле́нием, терморезистором или термистором.

## Металлический термометр сопротивления
Представляет собой резистор, изготовленный из металлической проволоки или металлической плёнки на диэлектрической подложке и имеющий известную зависимость электрического сопротивления от температуры.
Наиболее точный и распространённый тип термометров сопротивления — платиновые термометры. Это обусловлено тем, что платина имеет стабильную и хорошо изученную зависимость сопротивления от температуры и не окисляется в воздушной среде, что обеспечивает их высокую точность и воспроизводимость. Эталонные термометры изготавливаются из платины высокой чистоты с температурным коэффициентом преобразования 0,003925 К−1 при 0 °C.
В качестве рабочих средств измерений применяются также медные и никелевые термометры сопротивления. Технические требования к рабочим термометрам сопротивления изложены в стандарте ГОСТ 6651—2009, который соответствует международному стандарту МЭК 60751:2008 в части определения зависимости сопротивление-температура и допусков на платиновые термосопротивления. В стандарте приведены диапазоны, классы допуска, таблицы номинальных статических характеристик (НСХ) и стандартные зависимости сопротивление-температура. В этих стандартах, в отличие от действовавших ранее, не нормированы номинальные сопротивления при нормальных условиях. Начальное сопротивление изготовленного термосопротивления может быть произвольным с некоторым допуском.
Промышленные платиновые термометры сопротивления в большинстве случаев считаются имеющими стандартную зависимость сопротивление-температура (НСХ), что обеспечивает погрешность не более 0,1 °C (класс термосопротивлений АА при 0 °C).
Термометры сопротивления, изготовленные в виде напылённой на подложку металлической плёнки, отличаются повышенной вибропрочностью, но меньшим диапазоном рабочих температур. Максимальный диапазон, в котором установлены классы допуска платиновых термометров, для проволочных чувствительных элементов составляет 660 °C (класс С), для плёночных — 600 °C (класс С).

## Терморезисторы
Терморезистор — полупроводниковый резистор, электрическое сопротивление которого зависит от температуры.
Для терморезисторов характерны большой температурный коэффициент сопротивления, простота устройства, способность работать в различных климатических условиях при значительных механических нагрузках, стабильность характеристик во времени. Они могут иметь весьма малые размеры, что существенно для измерений температуры малых объектов и снижения инерционности измерения. Обычно терморезисторы имеют отрицательный температурный коэффициент сопротивления, в отличие от большинства металлов и металлических сплавов. Позисторы же имеют положительный температурный коэффициент сопротивления, то есть при увеличении температуры их сопротивление также возрастает.

## Зависимость сопротивления платинового термосопротивления от температуры
Для промышленных платиновых термометров сопротивления используется уравнение Каллендара — Ван Дьюзена с известными коэффициентами, которые установлены экспериментально и нормированы в стандарте DIN EN 60751—2009 (ГОСТ 6651—2009):
{\displaystyle R_{T}=R_{0}\left[1+AT+BT^{2}+CT^{3}(T-100)\right]\;(-200\;{}^{\circ }\mathrm {C} <T<0\;{}^{\circ }\mathrm {C} ),}
{\displaystyle R_{T}=R_{0}\left[1+AT+BT^{2}\right]\;(0\;{}^{\circ }\mathrm {C} \leq T<850\;{}^{\circ }\mathrm {C} ),}
здесь {\displaystyle R_{T}} — сопротивление при температуре {\displaystyle T} °C,
{\displaystyle R_{0}} сопротивление при 0 °C,
{\displaystyle A,B,C} — коэффициенты — константы, нормированные стандартом:
{\displaystyle A=3.9083\times 10^{-3}\;{}^{\circ }\mathrm {C} ^{-1}}
{\displaystyle B=-5.775\times 10^{-7}\;{}^{\circ }\mathrm {C} ^{-2}}
{\displaystyle C=-4.183\times 10^{-12}\;{}^{\circ }\mathrm {C} ^{-4}.}
Поскольку коэффициенты {\displaystyle B} и {\displaystyle C} относительно малы, сопротивление растёт практически линейно при увеличении температуры.
Для платиновых термометров повышенной точности и эталонных термометров выполняется индивидуальная градуировка в ряде температурных реперных точек и определяются индивидуальные коэффициенты вышеприведённой зависимости.

## Подключение термометров сопротивления в электрическую измерительную схему
Используются 3 схемы включения датчика в измерительную цепь:

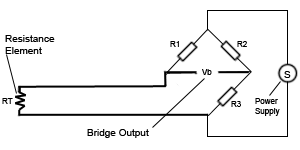
Схема подключения терморезистора по двухпроводной схеме.

- Двухпроводная схема используется для подключения простейшего термометра сопротивления и, как ясно из её названия, задействует два провода. Такая схема используется там, где не требуется высокой точности измерения. Точность измерения снижается за счёт сопротивления соединительных проводов, суммирующегося с собственным сопротивлением термометра, и приводит к появлению дополнительной погрешности. Такая схема не применяется для термометров классов А и АА.
- Трёхпроводная схема обеспечивает значительно более точные измерения за счёт того, что появляется возможность измерить в отдельном опыте сопротивление подводящих проводов и учесть их влияние на точность измерения сопротивления датчика.
- Четырёхпроводная схема является наиболее точной схемой измерения, обеспечивающей полное исключение влияния сопротивления подводящих проводов на результат измерения. При этом по двум проводникам на терморезистор подаётся ток, а два других, в которых ток равен нулю, используются для измерения напряжения на нём. Недостаток такого решения — увеличение объёма используемых проводов, стоимости и габаритов изделия. Эту схему невозможно использовать в четырёхплечем мосте Уитстона.

В промышленности наиболее распространённой является трёхпроводная схема. Для точных и эталонных измерений используется только четырёхпроводная схема.

## Преимущества и недостатки термометров сопротивления

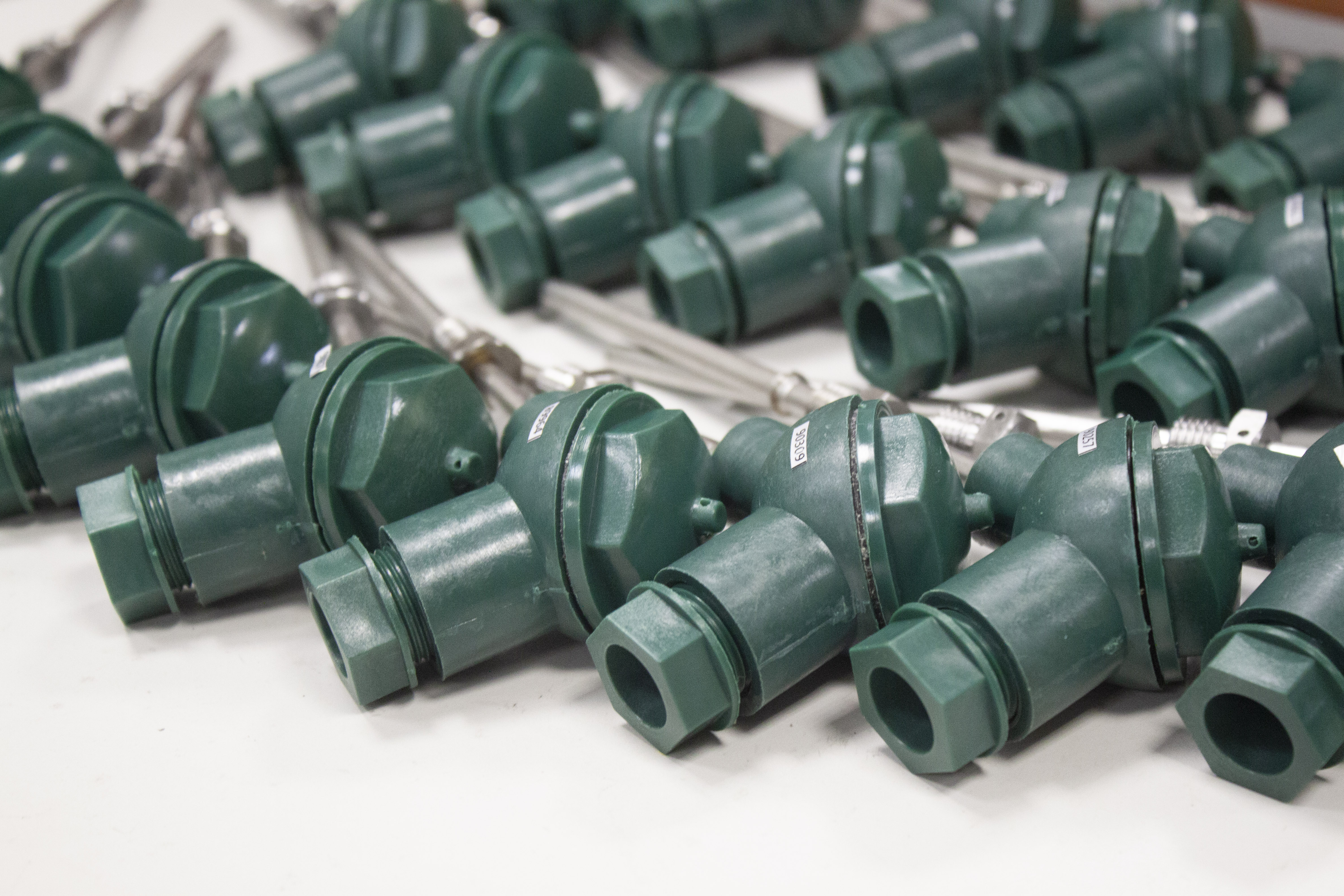
Термометры сопротивления

### Преимущества термометров сопротивления
- Высокая точность измерений (обычно лучше ±1 °C, может доходить до 0,013 °C).
- Возможность исключения влияния изменения сопротивления линий связи на результат измерения при использовании трёх- или четырёхпроводной схемы измерений.
- Практически линейная характеристика.

### Недостатки термометров сопротивления
- Относительно малый диапазон измерений (по сравнению с термопарами).
- Дороговизна (при сравнении платиновых термометров сопротивления типа ТСП с термопарами из неблагородных металлов).
- Требуется дополнительный источник питания для задания тока через датчик.

## Таблица сопротивлений некоторых термометров сопротивления
| Температура в °C | Pt100    | Pt1000   | нем. PTC | нем. NTC | NTC      | NTC      | NTC      | NTC      |
|                  | Typ: 404 | Typ: 501 | Typ: 201 | Typ: 101 | Typ: 102 | Typ: 103 | Typ: 104 | Typ: 105 |
| −50              | 80,31    | 803,1    | 1032     |          |          |          |          |          |
| −45              | 82,29    | 822,9    | 1084     |          |          |          |          |          |
| −40              | 84,27    | 842,7    | 1135     |          |          | 50475    |          |          |
| −35              | 86,25    | 862,5    | 1191     |          |          | 36405    |          |          |
| −30              | 88,22    | 882,2    | 1246     |          |          | 26550    |          |          |
| −25              | 90,19    | 901,9    | 1306     |          | 26083    | 19560    |          |          |
| −20              | 92,16    | 921,6    | 1366     |          | 19414    | 14560    |          |          |
| −15              | 94,12    | 941,2    | 1430     |          | 14596    | 10943    |          |          |
| −10              | 96,09    | 960,9    | 1493     |          | 11066    | 8299     |          |          |
| −5               | 98,04    | 980,4    | 1561     | 31389    | 8466     |          |          |          |
| 0                | 100,00   | 1000,0   | 1628     | 23868    | 6536     |          |          |          |
| 5                | 101,95   | 1019,5   | 1700     | 18299    | 5078     |          |          |          |
| 10               | 103,90   | 1039,0   | 1771     | 14130    | 3986     |          |          |          |
| 15               | 105,85   | 1058,5   | 1847     | 10998    |          |          |          |          |
| 20               | 107,79   | 1077,9   | 1922     | 8618     |          |          |          |          |
| 25               | 109,73   | 1097,3   | 2000     | 6800     |          |          | 15000    |          |
| 30               | 111,67   | 1116,7   | 2080     | 5401     |          |          | 11933    |          |
| 35               | 113,61   | 1136,1   | 2162     | 4317     |          |          | 9522     |          |
| 40               | 115,54   | 1155,4   | 2244     | 3471     |          |          | 7657     |          |
| 45               | 117,47   | 1174,7   | 2330     |          |          |          | 6194     |          |
| 50               | 119,40   | 1194,0   | 2415     |          |          |          | 5039     |          |
| 55               | 121,32   | 1213,2   | 2505     |          |          |          | 4299     | 27475    |
| 60               | 123,24   | 1232,4   | 2595     |          |          |          | 3756     | 22590    |
| 65               | 125,16   | 1251,6   | 2689     |          |          |          |          | 18668    |
| 70               | 127,07   | 1270,7   | 2782     |          |          |          |          | 15052    |
| 75               | 128,98   | 1289,8   | 2880     |          |          |          |          | 12932    |
| 80               | 130,89   | 1308,9   | 2977     |          |          |          |          | 10837    |
| 85               | 132,80   | 1328,0   | 3079     |          |          |          |          | 9121     |
| 90               | 134,70   | 1347,0   | 3180     |          |          |          |          | 7708     |
| 95               | 136,60   | 1366,0   | 3285     |          |          |          |          | 6539     |
| 100              | 138,50   | 1385,0   | 3390     |          |          |          |          |          |
| 105              | 140,39   | 1403,9   |          |          |          |          |          |          |
| 110              | 142,29   | 1422,9   |          |          |          |          |          |          |
| 150              | 157,31   | 1573,1   |          |          |          |          |          |          |
| 200              | 175,84   | 1758,4   |          |          |          |          |          |          |